# Dionizy bar Salibi
Dionizy bar Salibi (zm. 2 listopada 1171 w Amidzie) – arcybiskup Kościoła jakobickiego, teolog.
Urodził się w Melitene. Jego imię chrzestne brzmiało Jakobos. Był retorem, a następnie diakonem w Melitene. Został potępiony przez patriarchę Atanazego za pismo O Opatrzności Bożej, w którym zwalczał poglądy Jana, biskupa Mardin. Dionizy został później zrehabilitowany. W 1154 został biskupem Marasz, a rok później Mabbug. Do 1156 był więziony przez Ormian. W 1165 nie zgodził się objąć arcybiskupstwa w Amidzie. Rok później wygłosił mowę podczas konsekracji patriarchy Michała. Zgodził się objąć arcybiskupstwo w Amidzie dopiero po przeniesieniu patriarchatu do Mardinu.
Dionizy pozostawił bogatą spuściznę. Jest autorem komentarzy do Starego i Nowego Testamentu, Apologii monofizytyzmu, zbiorów pieśni i modlitw.